# Vodice pri Gabrovki
Vodice pri Gabrovki so naselje v Občini Litija.